# 하위 켄드릭
하워드 조지프 켄드릭 3세(Howard Joseph Kendrick III, 1983년 7월 12일 ~ )는 전 메이저 리그 베이스볼 워싱턴 내셔널스에서 1루수와 2루수를 맡았던 미국의 프로야구 선수이다. 2002년 메이저 리그 베이스볼 드래프트의 10번째 라운드에서 로스앤젤레스 에인절스 오브 애너하임은 켄드릭을 선발하였다. 2006년 그는 자신의 메이저 리그 데뷔를 이루었다. 그는 2006년부터 2014년까지 에인절스, 2015년부터 2016년까지 로스앤젤레스 다저스, 2017년 필라델피아 필리스, 그리고 그해부터 현재까지 내셔널스를 위하여 메이저 리그 베이스볼에서 활약하였다. 2011년 그는 메이저 리그 베이스볼 올스타전에 나왔다. 자신의 경력을 통하여 주요적으로 2루수를 맡는 동안 그는 또한 1루수와 좌익수를 맡기도 하였다.

## 어린 시절
플로리다주 잭슨빌에서 태어난 켄드릭은 캘러헌에 있는 웨스트나소 고등학교에서 수학하였다. 그는 몇몇의 대학을 위하여 나가보았으나 자신이 "올해의 컨퍼런스 선수"로 임명된 팔라트카에 있는 세인트존스 리버 커뮤니티 칼리지에 입학할 때까지 아무런 흥미를 받지 않았다.
그 일은 2002년 에인절스의 스카우트 톰 코치먼이 거기서 켄드릭을 발견한 챈스에 의해서였다고 한다.

## 프로 경력

### 로스앤젤레스 에인절스 오브 애너하임
2002년 메이저 리그 베이스볼 드래프트의 10번째 라운드에서 로스앤젤레스 에인절스 오브 애너하임은 켄드릭을 선발하였다. 베이스볼 아메리카는 2005년 텍사스 리그의 최고 전망으로 그를 임명하여 또한 켄드리스 모랄레스, 에릭 에이바와 안드레 에시어가 나오기도 한 리그에서 그를 "명확히 뛰어난 사람"으로 불렀다. 그는 2006년 베이스볼 아메리카에 의하여 12번째 정상 전망으로 임명하였다.

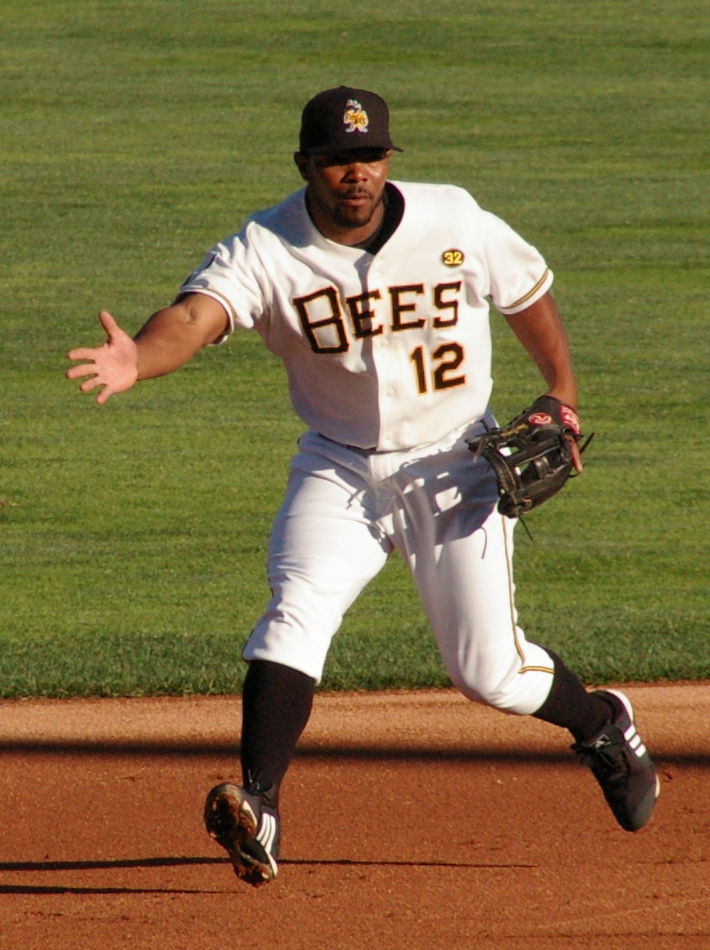
솔트레이크 비스를 위하여 활약하는 켄드릭 (2009년)

켄드릭은 디트로이트 타이거스를 상대로 에인절스를 위하여 출발 2루수로서 2006년 4월 26일 자신의 메이저 리그 베이스볼 데뷔를 이루었다. 그는 경기에서 4개의 타석에서 안타가 없었다. 그의 첫 안타는 5월 1일 자신의 다음 출발에서 오클랜드 애슬레틱스의 엑토로 카라스코를 센터로 보내는 데 직구 1루타였다. 7월 26일 켄드릭은 탬파베이 데블레이스의 숀 캠프에 자신의 첫 홈런을 쳤다. 그는 그 시즌 동안 72개의 경기에서 4개의 홈런과 30개의 타점과 함께 .285 점을 쳤다.
펜웨이 파크의 1루쪽에 위치들에서 자신의 루키 시즌에 켄드릭은 배우 벤 애플렉과 1 대 1의 격돌이 있었다. 애플렉이 앉아있었던 곳을 향하여 쳐진 파울 볼에 켄드릭은 애플렉을 볼로 꺾어 아웃을 기록하였다. 근처에 있던 팬들은 켄드릭으로부터 공을 가져가지 않은 것으로 애플렉을 야유하였다. 사건은 피플에서 켄드릭의 사진을 상륙시켰다. 신디케이트가 만들어진 액세스 할리우드의 판에서 켄드릭은 애플렉의 생일을 위하여 그에게 사인이 담긴 공을 선물하였다.
2006년 ~ 07년 시즌이 있는 동안 현직 출발 선수 애덤 케네디가 세인트루이스 카디널스와 함께 자유 계약 선수로서 계약을 맺은 후, 켄드릭은 2007년을 위하여 에인절스의 출발 2루수가 되었다. 그는 88개의 경기에서 .322 점을 타구하였고, 다시 2008년,300 점 이상을 타구하였다.
켄드릭은 2009년 시즌의 전반에 분투하여 4개의 홈런과 함께 .239 점만을 타구하여 마이너 리그로 선택되었다. 마이너 리그로부터 돌아온 후, 켄드릭은 극단적으로 잘 공을 쳐 .558 장타율과 함께 후반에서 .358 점을 타구하였다.

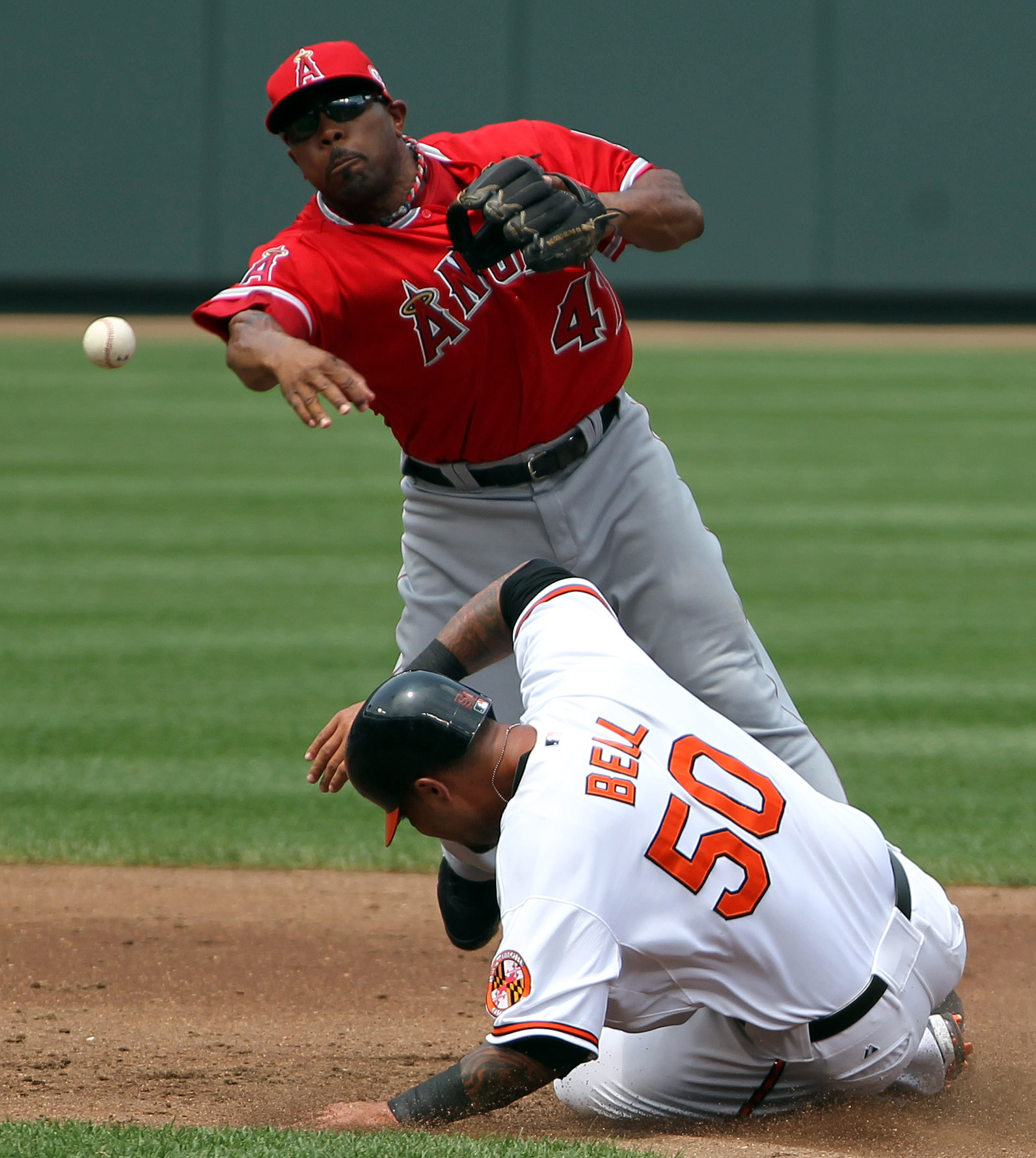
오리올 파크에서 3번째 이닝이 있는 동안 더블 플레이에 2루에서 켄드릭이 조시 벨을 아웃시킨 후 1루로 던지는 모습 (2011년 7월 24일)

켄드릭은 2011년 시즌에서 자신의 위치의 다능을 넓혀 2루수에서 자신의 평상시의 자리에 추가로 1루수와 좌익스에서 시간을 보았다. 그해 켄드릭은 올스타전에서 아메리칸 리그의 예비 선수로 지내는 데 선발되었다. 그는 애리조나주 피닉스에서 에인절스의 대표 선수들로서 자신의 동료 선수들 제러드 위버와 조던 월던에 가입하였다. 7월 10일 올스타 브레이크를 통하여 켄드릭은 301개의 타석에서 8개의 홈런, 9개의 도루와 29개의 타점과 함께 .302/.360/.462 점을 쳤다.
2012년 1월 7일 켄드릭은 33.5 백만 달러 가치의 새로운 4년 계약으로 동의되어 2015년 시즌을 통하여 에인절스의 2루수로 그를 만들었다. 켄드릭은 강한 2012년 시즌을 가져 8개의 홈런과 67개의 타점과 함께 .287 점을 타구하였다.
2013년 7월 30일 켄드릭은 텍사스 레인저스를 상대로 경기에서 자신의 1,000번째 경력 안타를 얻었다. 더욱 강한 2013년과 함께 켄드릭은 자신의 2012년 캠페인에 향상시켜 12개의 홈런과 57대의 타점에서 .297 점을 타구하였다.

### 로스앤젤레스 다저스

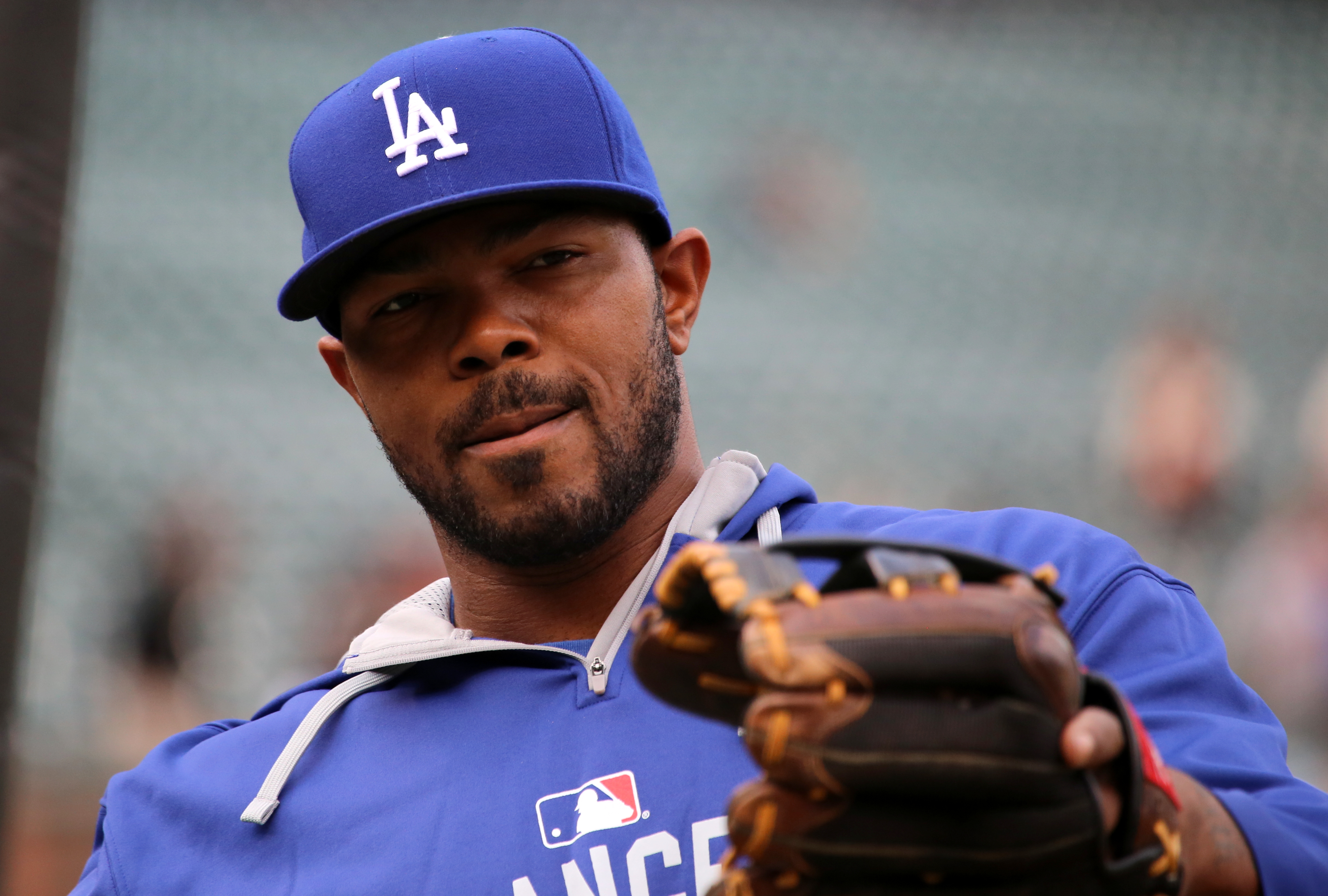
로스앤젤레스 다저스와 함께 (2015년)

2014년 12월 10일 에인절스는 앤드루 히니를 위한 교환에서 켄드릭을 로스앤젤레스 다저스로 이적시켰다. 켄드릭은 8월 9일 팽팽한 햄스트링을 겪어 시즌의 나머지를 위하여 부상이 지속적으로 그를 괴롭혔어도 9월 18일까지 장애자 명단으로부터 복귀하지 않았다. 결과로서 그는 다저스를 위하여 117개 만의 경기에서 활약하여 9개의 홈런과 54개의 타점과 함께 .295 점을 타구하였다. 그는 15.8 백만 달러의 1년을 위한 자격을 주는 제공을 받았으나 거절하였다.
2016년 2월 4일 켄드릭은 2년, 2천백만 달러 계약과 함께 다저스와 재계약을 맺었다. 켄드릭과 그의 중개인은 그가 자격을 주는 제공을 거절한 사실을 핑계대어 그의 자유 계약 활약 동안 다른 팀들로부터 그에 부족한 이익과 함께 드래프트 픽을 포기하는 데 아무 팀이 그를 주장하는 요구를 하였다. 체이스 어틀리와 2루수에서 활약하는 대부분의 시간을 얻은 켄드릭은 좌익수에서 주로 활약하였으나 2루수에 추가로 3루수와 1루수에서 시간을 보기도 하였다. 그는 146개의 경기에 나와 8개의 홈런과 40개의 타점과 함께 .255/.326/.366 점을 쳤다. 시즌을 위하여 그는 전부의 메이저 리그 타자들 중 가장 높은 그라운드 볼 퍼센티지 (61.1%)와 가장 낮은 플라이 볼 퍼센티지 (19.6%)를 가졌다.

### 필라델피아 필리스
2016년 11월 11일 켄드릭은 대린 러프와 다넬 스위니를 위하여 필라델피아 필리스로 이적되었다.
2017년 4월 18일 켄드릭은 오른쪽 복부가 결린 이유로 10일간 장애자 명단에 놓였다.

### 워싱턴 내셔널스

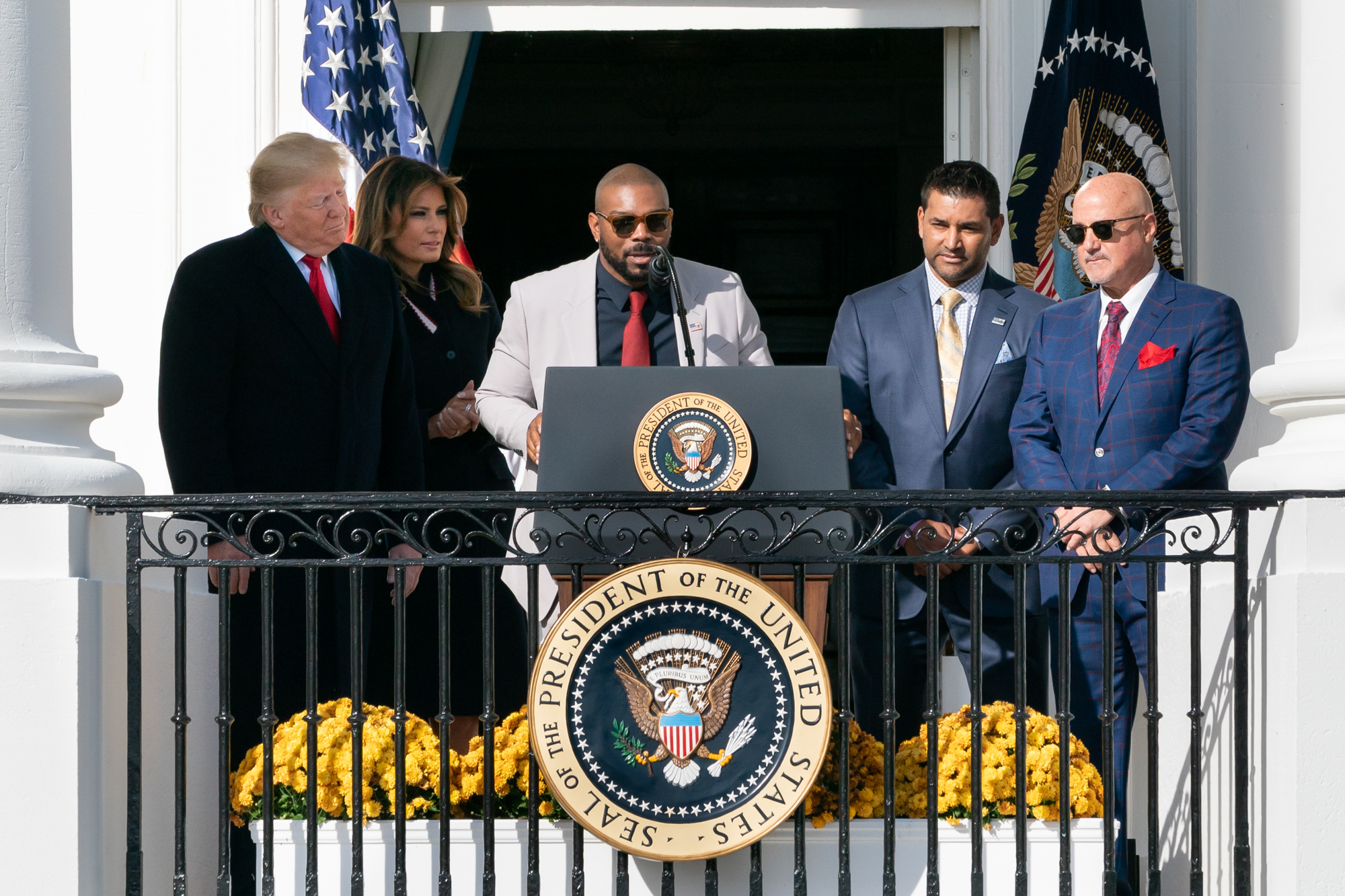
2019년 월드 시리즈 우승 후, 워싱턴 내셔널스가 백악관으로 초청된 날 연설하는 켄드릭 (중앙). 왼쪽은 도널드 트럼프 대통령 내외, 오른쪽은 데이브 마르티네스 감독과 내셔널스의 총장 마이크 리조

2017년 7월 28일 필리스는 매켄지 밀스와 국제 계약 보너스 돈을 위하여 켄드릭과 돈의 숙고들을 워싱턴 내셔널스로 이적시켰다. 8월 13일 켄드릭은 샌프란시스코를 상대로 11번째 이닝의 말기에서 자신의 첫 끝내기 그랜드 슬램을 쳤다. 그는 7개의 홈런과 25개의 타점과 함께 시즌을 끝내면서 .293 점을 타구하였다. 그는 주로 좌익수에서 활약하였다.
그는 장려금을 추가로 2년, 7백만 달러를 위하여 내셔널스와 재계약을 맺었다. 5월 19일 켄드릭은 자신의 아킬레스건에 헤르니아를 일으켜 자신의 시즌을 일찍이 끝냈다. 그는 4개의 홈런과 12개의 타점과 함께 .303 점을 타구하여 시즌을 끝냈다.
2019년 켄드릭은 121개의 정규 시즌 경기들에 참가하여 자신의 경력에서 아무 시즌의 2번째로 가장 많은 62개의 타점과 17개의 홈런에 옆으로 대고 33개의 타석에서 .344의 타구 평균과 함께 끝냈다.
10월 9일 내셔널 리그 디비전 시리즈의 5번째 경기에서 켄드릭은 최종의 득점으로서 세워진 7 대 3으로 내셔널스가 앞서는 데 다저스의 투수 조 켈리에 10번째 이닝에서 그랜드 슬램을 쳐 내셔널스를 내셔널 리그 챔피언십 시리즈로 진출시켰다. 그 일은 메이저 리그 베이스볼의 포스트시즌 역사상 겨우 2번째 엑스트라 이닝스의 그랜드 슬램이었고, 다른 경우는 2011년 아메리칸 리그 챔피언십 시리즈에서 넬슨 크루스였다.
내셔널 리그 챔피언십 시리즈에서 켄드릭은 내셔널스가 세인트루이스 카디널스를 휩쓴 4개의 경기에서 4개의 2루타와 4개의 타점과 함께 5 루 15 타로 가 내셔널 리그 챔피언십 시리즈 MVP 상을 수상하였다.
2019년 월드 시리즈의 7번째 경기에서 켄드릭은 우익의 파울 볼에 스크린을 친 윌 해리스에 진취적인 홈런을 쳤다. 그의 노력들은 내셔널스가 6 대 2로 우승하면서 지불되어 팀에게 프랜차이즈 역사상 첫 챔피언십을 주었다. 켄드릭은 2019년 하트 앤드 허슬 상을 수상하였다.
2019년 시즌 후에 켄드릭은 자유 계약 선수가 되었으나 12월 9일 내셔널스의 총지배인 마이크 리조는 그가 내셔널스와 함께 머무는 데 새로운 계약을 맺었다고 말하였다. 계약은 보고적으로 2020년 시즌을 카버하며 켄드릭에게 6.25백만 달러를 낼 것이다.
2020년 시즌 후 은퇴를 선언하였다.

## 개인 생활
켄드릭과 그의 부인 조디는 2007년 1월 6일에 결혼하여 2명의 아들 - 오언과 타이슨을 두었다. 켄드릭은 라이카 카메라들과 독점적으로 사진들을 찍는 탐욕 많은 사진가이다.

## 참조
1. ↑  “Howie Kendrick Statistics and History” (영어). baseballreference. 2015년 1월 21일에 확인함.